# Нейтън Олдър
Нейтън Олдър е нидерландски футболист, с корени от Кюрасао. Той играе като дефанзивен полузащитник за Спортист Своге.

## Кариера
Като юноша преминава през Зеебургия, Утрехт и Гронинген. На 29 юни 2022 г. подписва договор с българския Левски (София). Дебютира със синята фланелка на 16 юли 2022 г. при победата с 5-0 срещу Спартак (Варна), в мач от Първа лига. 
През декември 2022 г. е пратен под наем в Спартак (Варна) до края на сезона. 

## Национална кариера
Играе за националните формации на Кюрасао до 17 и до 20 години. На 6 октомври 2021 г., прави своя дебют за мъжкия национален отбор на Кюрасао срещу Бахрейн. 